# Minamata

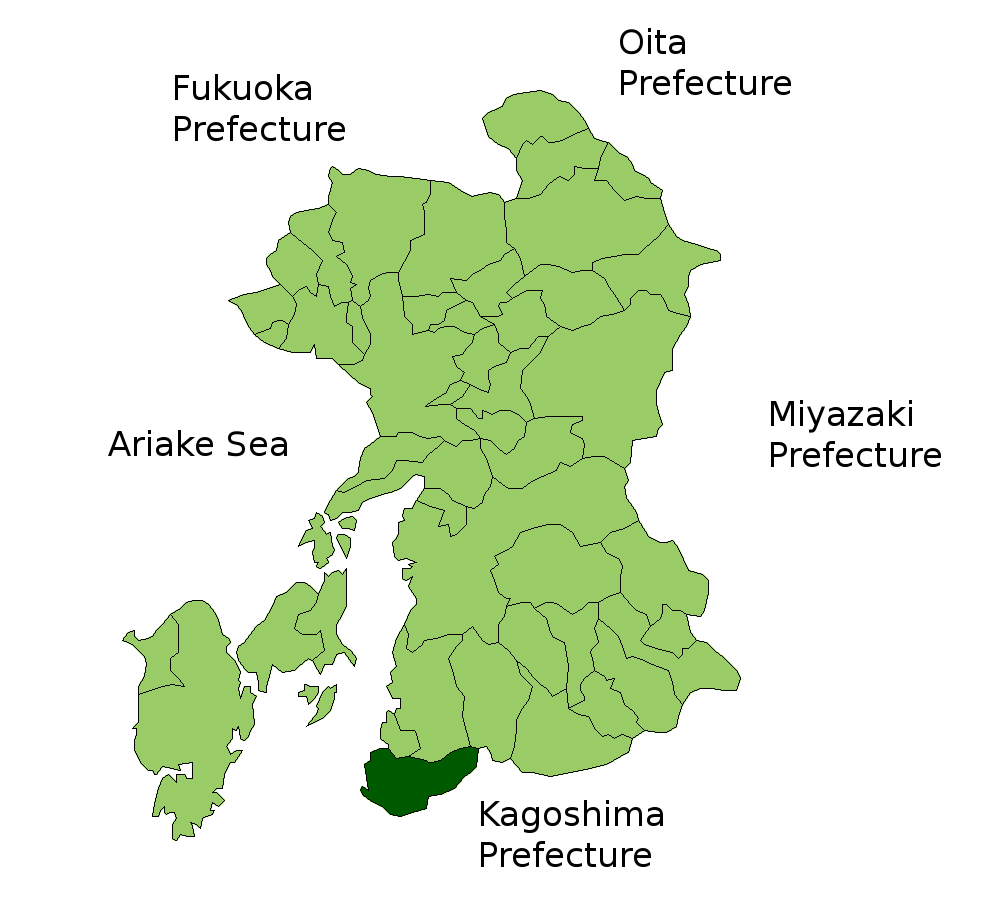

Pour l’article homonyme, voir Minamata (film).

Minamata (水俣市, Minamata-shi) est une ville côtière située sur l'île de Kyūshū, dans la préfecture de Kumamoto, au Japon. 

## Géographie

### Démographie
Lors du recensement national de 2010, la ville de Minamata comptait 26 905 habitants, répartis sur une superficie de 162,89 km2 (densité de population de 165 hab./km2).

### Climat
| Mois                                             | jan.      | fév.      | mars      | avril     | mai       | juin      | jui.      | août      | sep.      | oct.      | nov.      | déc.      | année     |
| ------------------------------------------------ | --------- | --------- | --------- | --------- | --------- | --------- | --------- | --------- | --------- | --------- | --------- | --------- | --------- |
| Température minimale moyenne (°C)                | 2,6       | 3,2       | 6,1       | 10,3      | 14,8      | 19,4      | 23,3      | 23,7      | 20,5      | 14,8      | 9,5       | 4,5       | 12,7      |
| Température moyenne (°C)                         | 6,8       | 7,8       | 10,9      | 15,3      | 19,6      | 22,9      | 26,7      | 27,4      | 24,3      | 19,1      | 13,9      | 8,8       | 17        |
| Température maximale moyenne (°C)                | 11        | 12,4      | 15,7      | 20,6      | 24,9      | 27,2      | 31,1      | 32,3      | 29,2      | 24,2      | 18,8      | 13,4      | 21,8      |
| Record de froid (°C) date du record              | −7,4 2016 | −4,9 2012 | −2,4 1984 | −0,4 1985 | 6,8 2021  | 11,3 1981 | 17,2 1986 | 17,6 1981 | 9 1987    | 3,6 1997  | 0 1986    | −3,2 1985 | −7,4 2016 |
| Record de chaleur (°C) date du record            | 22,3 2017 | 24,3 2016 | 27,1 2007 | 29,3 1998 | 32,6 2019 | 34,8 2011 | 36,2 2014 | 38,1 2018 | 35,4 2010 | 32,9 2016 | 28,2 1996 | 23,6 2018 | 38,1 2018 |
| Ensoleillement (h)                               | 119,5     | 135,6     | 168,2     | 184,9     | 194,8     | 131,2     | 202,3     | 223,4     | 178,3     | 185,1     | 149       | 129,3     | 2 001,7   |
| Précipitations (mm)                              | 71,1      | 94,7      | 130,1     | 143,3     | 187,2     | 463,8     | 410,7     | 232,6     | 212,1     | 97,5      | 98,8      | 80,2      | 2 222     |
| Nombre de jours avec précipitations              | 8,9       | 9,8       | 11,7      | 10,7      | 9,7       | 15,4      | 12,4      | 10,9      | 10,2      | 7,5       | 8,6       | 8,8       | 124,6     |
| dont nombre de jours avec précipitations ≥ 10 mm | 2,3       | 3,5       | 4,8       | 4,6       | 4,4       | 9,1       | 7,5       | 5,1       | 5         | 2,7       | 3,3       | 2,6       | 54,8      |

| Diagramme climatique                                  |             |              |               |               |               |               |               |               |              |             |             |
| J                                                     | F           | M            | A             | M             | J             | J             | A             | S             | O            | N           | D           |
| 112,671,1                                             | 12,43,294,7 | 15,76,1130,1 | 20,610,3143,3 | 24,914,8187,2 | 27,219,4463,8 | 31,123,3410,7 | 32,323,7232,6 | 29,220,5212,1 | 24,214,897,5 | 18,89,598,8 | 13,44,580,2 |
| Moyennes : • Temp. maxi et mini °C • Précipitation mm |             |              |               |               |               |               |               |               |              |             |             |

## Catastrophe écologique

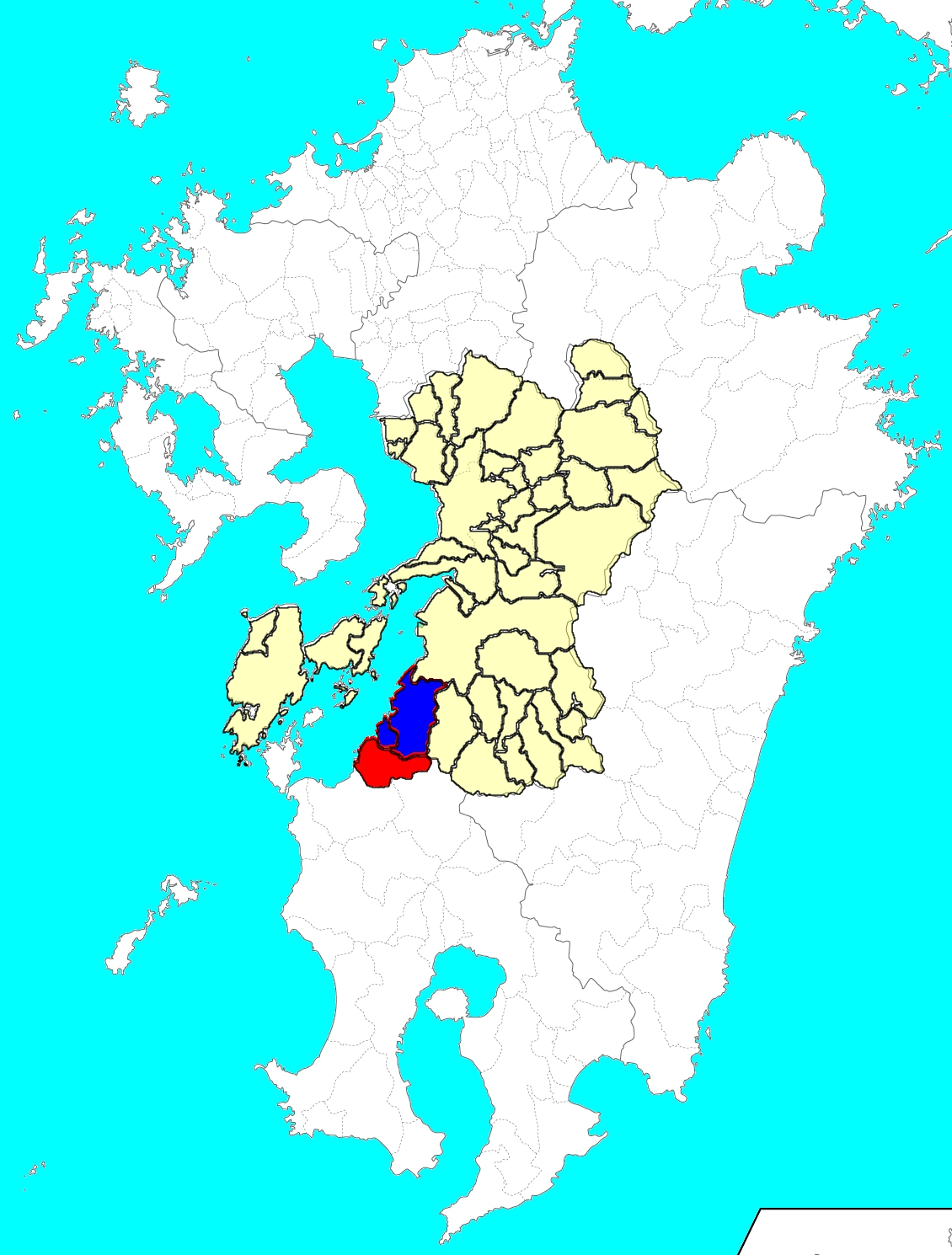
Carte de localisation de la maladie de Minamata.

Entre 1932 et 1969, la baie de Minamata fut victime des rejets de métaux lourds d'une usine pétrochimique Chisso installée sur la rive. Ils conduisirent à une grave catastrophe écologique due au mercure accumulé dans la chaîne alimentaire des populations locales, qui produisit une maladie neurologique qu'on désigne depuis sous le nom de maladie de Minamata. Depuis la fin des années 1950, plusieurs dizaines de milliers de personnes sont tombées malades et 2 000 sont mortes. Cette pollution et ses effets sur la population locale ont fait l'objet d'un film réalisé en 1971 par Noriaki Tsuchimoto : Minimata: the victims and their world, et d'un reportage du photographe Eugene Smith.
L'histoire de Minamata est par ailleurs reprise dans le documentaire The Cove de Louie Psihoyos pour souligner la toxicité de la chair de dauphin vendue comme étant de la baleine. Dans les bonus du film, on peut voir des chercheurs japonais témoignant à visage caché de l'importante concentration de mercure dans la chair des gros poissons.
Le 19 janvier 2013, un accord visant à protéger la santé humaine et l’environnement contre les émissions et rejets anthropiques de mercure et de ses composés est adopté à Genève sous le nom de convention de Minamata.
Minamata est un drame biographique américain co-écrit et réalisé par Andrew Levitas, sorti en 2020. Il s'agit d'un film biographique sur William Eugene Smith.

## Transports
Minamata est desservie par la ligne Shinkansen Kyūshū (gare de Shin-Minamata), ainsi que par la ligne Hisatsu Orange Railway.